# مياماس
مياماس هي قرية سورية تقع في ناحية مركز السويداء من منطقة السويداء في محافظة السويداء. وفقاً لمكتب المركزي للإحصاء، بلغ عدد سكان قرية مياماس 2,525 نسمة في تعداد عام 2004.